# Pheidole oxyops
Pheidole oxyops (лат.) — вид муравьёв рода Pheidole из подсемейства Myrmicinae (Formicidae). Встречается в Южной Америке. Строят подземные муравейники с широким входом и ходами, идущими на глубину до 5 метров. Имеет касту большеголовых солдат. Собирают мёртвых насекомых, а также перья, которые раскладывают у широкого входа в муравейник, действующего в качестве ловушки.

## Распространение
Встречаются в Южной Америке: Аргентина, Бразилия, Парагвай.

## Описание
Мелкие муравьи (2—5 мм) красновато-коричневого цвета с характерными большеголовыми солдатами. Усики рабочих 12-члениковые с 3-члениковой булавой. На проподеуме имеются шипы. Голова мелких рабочих имеет суженную заднюю часть в виде подобия шеи. Ширина головы крупных рабочих (HW) — 1,92 мм (длина головы — 2,12 мм). Ширина головы мелких рабочих — 0,74 мм (длина головы — 1,02 мм). Солдаты: голова при виде сбоку эллиптическая, одинаково сужающаяся к затылку и наличнику на противоположных концах; скапус усика намного меньше половины расстояния от глаза до затылочного угла; на косо-дорсальной проекции две доли переднеспинки и мезонотальная выпуклость представляют собой профиль из трёх равноотстоящих выпуклостей, а задняя часть проподеума имеет небольшую выпуклость прямо перед шипиками; на виде сбоку проподеальный шипик короткий, тонкий и расположен вертикально по отношению к дорсальной части проподеума. У мелких рабочих сзади головы есть шея и воротник; скапус длиннее головы; проподеальные шипики редуцированы почти до мелкого зубца. Стебелёк между грудкой и брюшком состоит из двух члеников: петиолюса и постпетиолюса (последний четко отделён от брюшка).

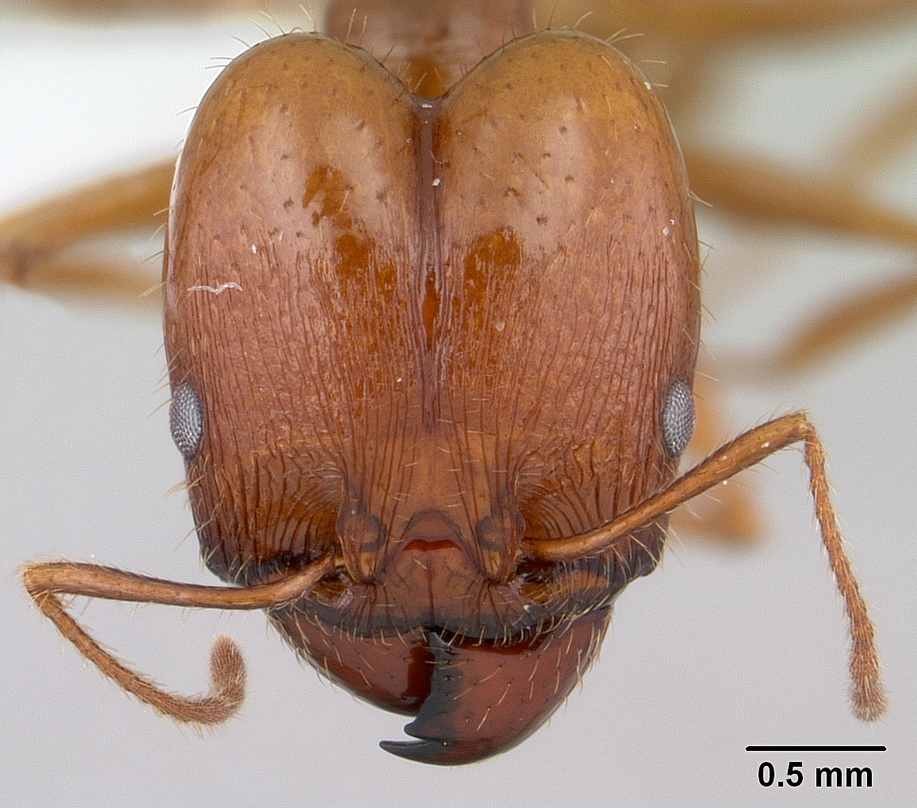
Голова солдата
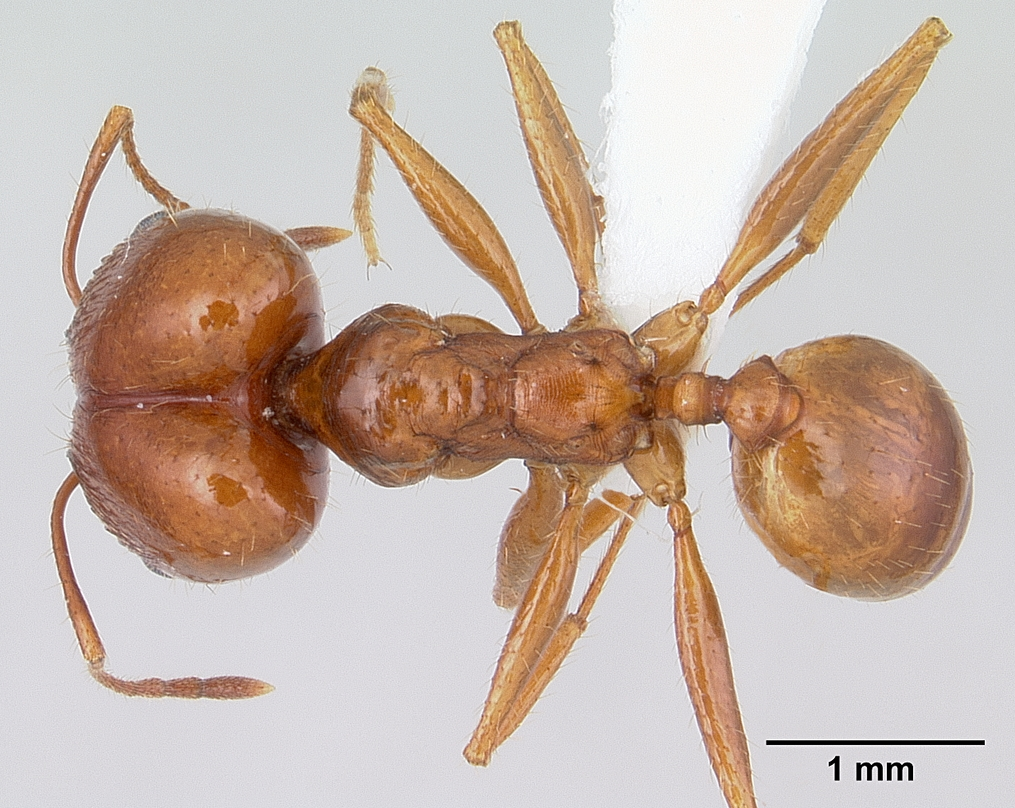
Солдат сверху
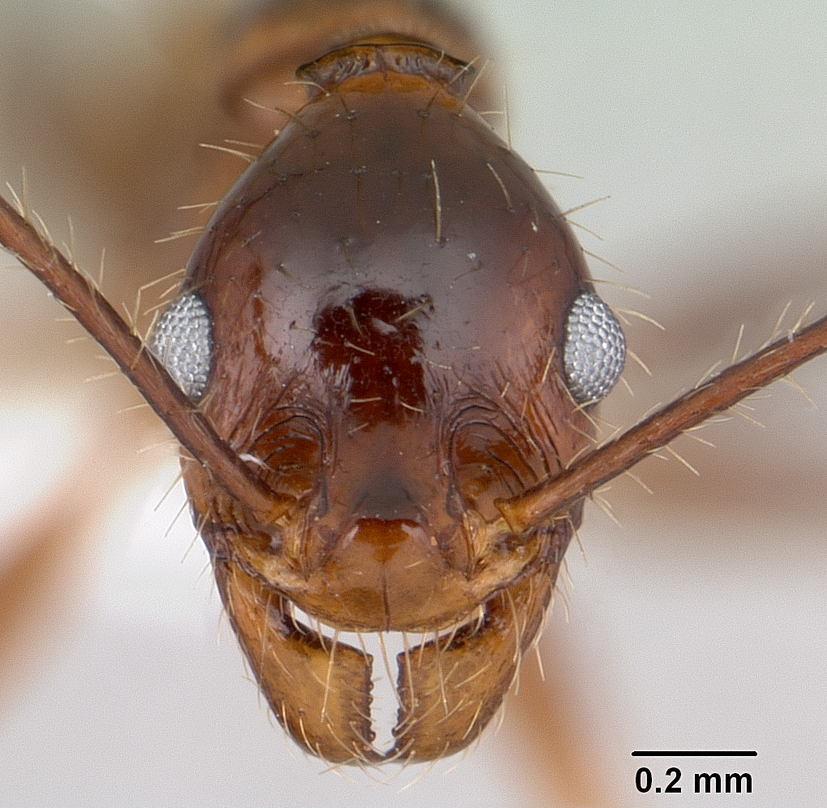
Голова рабочего
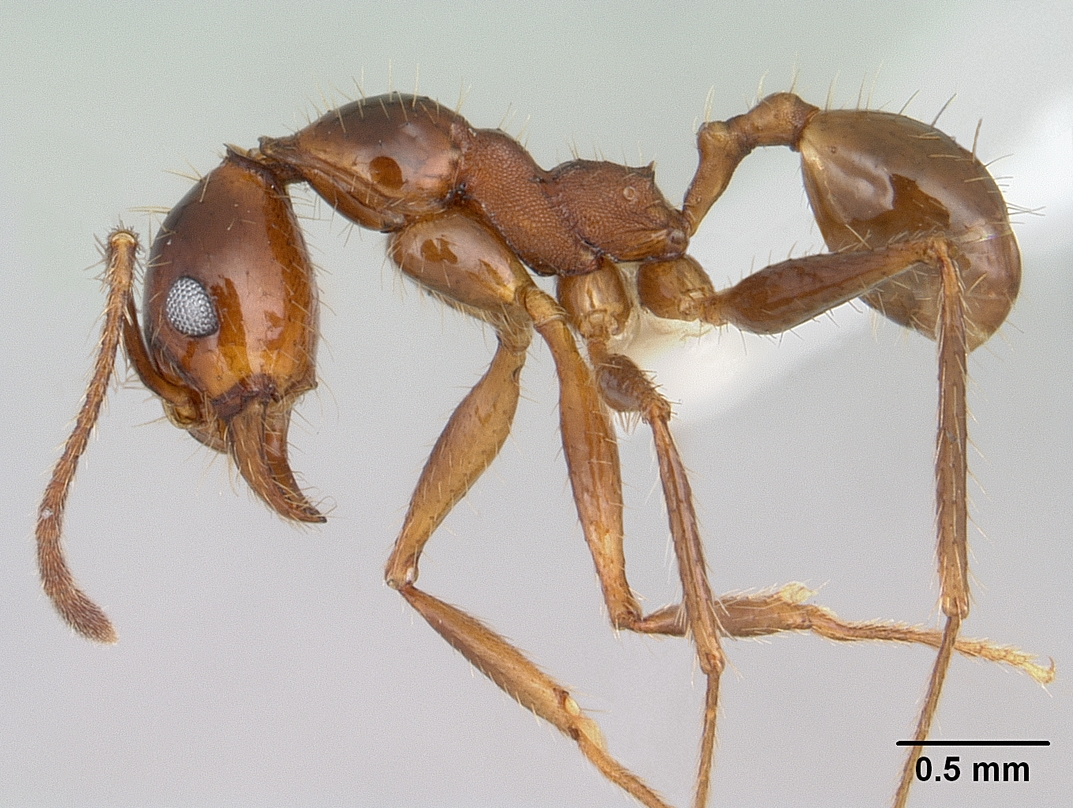
Рабочий сбоку

## Биология

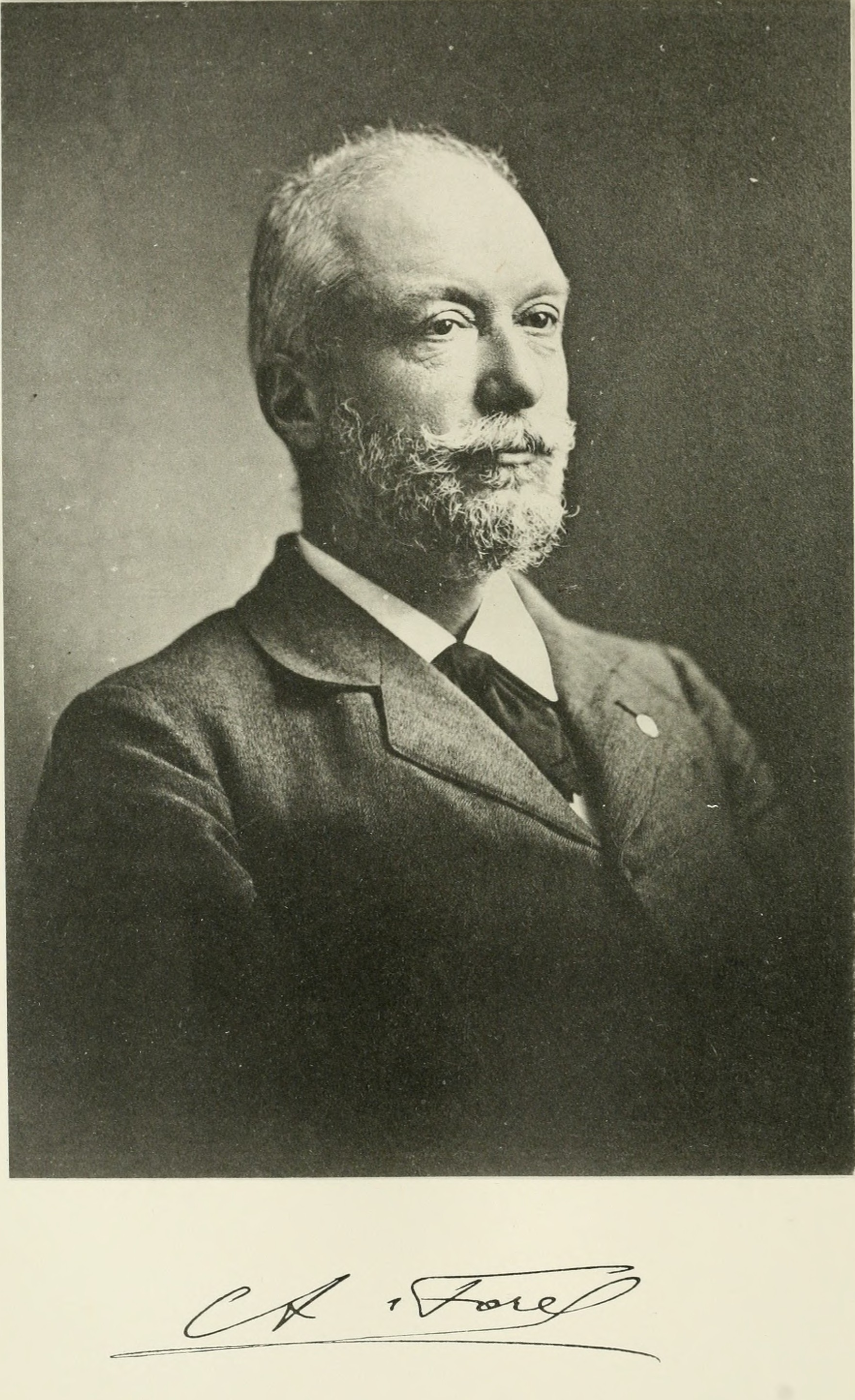
Огюст Форель впервые описал этот вид в 1908 году

Pheidole oxyops строит подземные муравейники с отличительной внешней архитектурой, легко узнаваемой по широкому и специфическому входному отверстию диаметром до 12,2 см, представляющему нору-ловушку. Ходы гнёзда расположены перпендикулярно земле, начиная с цилиндрического канала со средней длиной 13,5 см, содержащего образования неправильной формы, и диаметр которого постепенно сужается, пока не образуется первая камера. По мере продолжения канала появляются тарельчатые камеры, связанные между собой каналами, которые становятся все уже и длиннее, в то время как камеры располагаются на большем расстоянии друг от друга по мере увеличения глубины гнезда. И каналы, и камеры расположены на вертикальной проекции входного отверстия. Гнезда могут достигать глубины до 5,09 м, количество камер колеблется от 4 до 14, с диаметром от 8 до 21 см и высотой от 0,4 до 1,1 см.
P. oxyops обитает в разнообразных условиях: в саваннах серрадо, на лугах, в лесах. Средняя плотность гнёзд не различается между местообитаниями. Наибольшая плотность обнаружена на участках саванны Бразилии, где было обнаружено до 175 гнёзд на га. P. oxyops представляет собой в основном падальщиков и хищников, питаясь добытыми членистоногими и особенно термитами. Рабочие муравьи добывают пищу днём и ночью при температуре от 14 до 28 °C. В целом, P. oxyops является видом, типичным для саванн серрадо, и доминирующим в численном и поведенческом отношении муравьём. Также Ph. oxyops отмечен доминирующим во фрагментированных лесах и на полях сахарного тростника в Бразилии и в агроэкосистеме пастбищ в провинции Чако на севере Аргентины.
Более 80 % добычи муравьёв составляют мёртвые и реже живые насекомые, но иногда они могут ловить ослабленных насекомых на расстоянии более 5 м от колонии. Максимальная наблюдаемая длина фуражировочных походов достигала 32 м от гнезда.
Рекрутированные за добычей рабочие направляются к ней по феромонному следу, проложенному разведчиком. По сравнению с другими муравьями, эта тропа имеет экстремальные свойства. Несмотря на то, что их проложил всего один муравей, только что проложенные следы отслеживаются очень точно (84,4 % правильных вариантов на бифуркации), но распадаются всего за 5-7 минут. Естественная скорость ходьбы муравьёв по тропе составляет 1,4 м/мин. Кроме того, феромонная тропа не только направляет соплеменников из гнезда, но и перехватывает муравьёв, уже находящихся вне его. Семьдесят пять процентов муравьёв, присоединившихся к тропе, затем последовали по ней к корму, а не в другую сторону. Даже когда прямой набор соплеменников из гнезда был искусственно предотвращён, это действие вторичного набора привело к тому, что в семь раз больше муравьёв обнаружило источник пищи, чем случайно обнаруженный, и он были перемещен на 46 % быстрее.
В лиственных лесах недалеко от Асунсьона (Парагвай) колонии Pheidole oxyops были обнаружены случайным образом рассредоточенными с плотностью 5,2 гнезда на га. Наибольшая интенсивность кормодобывания наблюдалась при температуре поверхности от 22 °C до 28 °C. Активность муравьёв-фуражиров полностью прекращалась и не наблюдалось при температуре поверхности ниже 10 °C или выше 32 °C.

### Сбор перьев
Вид Pheidole oxyops отличается особым поведением: они собирают и кладут перья птиц по краям входов в свои гнёзда. P. oxyops, из-за своей в основном хищной диеты и особой структуры гнезда (которая действует как земляная нора-ловушка), использует перья для улучшения поимки членистоногих. Экспериментально показано, что перья увеличивают уровень захвата добычи P. oxyops, обеспечивая колонию более разнообразным и обильным питанием. Привычка муравьёв раскладывать перья вокруг гнезда, которую можно рассматривать как недорогую стратегию добычи пищи, может быть особенно важной в периоды нехватки пищевых ресурсов.

## Значение
Pheidole oxyops служит потенциальным агентом биозащиты от вредителей, так как встречается также на хлопковых полях. В последнем случае он эффективно действует при удалении имаго хлопковых долгоносиков (Anthonomus grandis) с земли. В одном из исследований 90 % хищничества Pheidole oxyops приходилось на этих долгоносиков (у других видов муравьёв долгоносики составляли около 20 % добычи). Pheidole oxyops также замечен в качестве хищника личинок долгоносиков Conotrachelus myrcariae и Conotrachelus psidii (Molytinae), повреждающих гуаву и жаботикабу.

## Классификация
Pheidole oxyops был впервые описан в 1908 году швейцарским мирмекологом Огюстом Форелем по материалам из Парагвая. Включён в крупную видовую группу Pheidole diligens Group, в которой более 80 видов, главным образом хищники и падальщики (жнецы отсутствуют). От близких видов отличается продольными морщинками в передней части головы у солдат и шеевидной задней частью головы у рабочих.